# Concilium plebis
Die Römische Republik (Res Publica Romana) verteilte die gesetzgebende Gewalt formal auf drei separate Versammlungen, die comitia centuriata, die comitia tributa und das concilium plebis.
Das concilium plebis war – wie die comitia tributa – eine Stammesversammlung, allerdings nur der Plebejer unter Ausschluss aller Patrizier, die auch nicht an den Zusammenkünften teilnehmen durften. Nur die Volkstribunen (tribuni plebis) konnten das concilium plebis einberufen; es traf sich üblicherweise im Comitium auf dem Forum Romanum. Patrizische Senatoren beobachteten die Versammlung häufig von den Stufen der Curia Hostilia aus und versuchten von hier aus, Einfluss auf die Tribunen zu nehmen. Das concilium plebis war die bevorzugte Legislative der Republik, obwohl technisch seine Gesetze Plebiszite – Volksabstimmungen – genannt wurden. Es wählte die plebejischen Ädile (aediles plebis) und die Volkstribunen und führte Gerichtsverhandlungen durch, bis der Diktator Lucius Cornelius Sulla die ständigen Gerichtshöfe etablierte.
Das concilium plebis hatte sich aus den Ständekämpfen mit den Patriziern im Jahre 494 v. Chr. herausgebildet. Jedoch konnte sich die Versammlung offensichtlich erst durch die Einrichtungen des Volkstribunats und der plebejischen Ädilität politisch durchsetzen. Dadurch erlangten die Plebejer zum ersten Mal in der römischen Geschichte eine bedeutende Stimme, die ihre Interessen im Staatsgefüge effektiv zu vertreten vermochte.
Das concilium plebis war an die Empfehlungen des Senats nicht gebunden und konnte sie niederstimmen – so zum Beispiel im Jugurthinischen Krieg, als das senatus consultum erging, die Amtszeit des Quintus Caecilius Metellus Numidicus als kommandierender General zu verlängern, den das concilium plebis mit der Ernennung von Gaius Marius verwarf – oder ergänzen: während Caesar durch Beschluss der Volksversammlung zum Prokonsul von Gallia cisalpina und Illyricum ernannt wurde, wurde ihm Gallia transalpina durch senatus consultum gegeben.
Während seines Konsulats 88 v. Chr. und besonders als Dictator (81/80) erließ Sulla mehrere Gesetze (leges Corneliae), die die politische Struktur der Republik radikal änderten. Ein Gesetz verbot dem concilium plebis und den comitia tributa, Gesetze zu beraten, die nicht durch vorangehenden Senatsbeschluss (senatus consultum) abgesegnet waren. Ein weiteres Gesetz strukturierte die comitia centuriata so um, dass die erste Klasse, die Senatoren und Ritter, fast die Hälfte der Stimmen hatten. Dadurch, dass das concilium plebis und die comitia tributa ihrer legislativen Funktionen weitestgehend beraubt waren, lag der Schwerpunkt der Gesetzgebung bei den comitia centuriata. Die Wahl der Volkstribune, Aedilen und Quaestoren verblieb den beiden weiteren Volksversammlungen.
Diese Einschränkungen wurden durch die Populares unter Führung von Gaius Marius und Lucius Cornelius Cinna rückgängig gemacht, von Sulla während seiner Diktatur rei publicae constituendae („zur Wiederherstellung des Staates“) wieder eingeführt und erweitert, bis 70 v. Chr. aber wieder annulliert. Sie stellen einen der weitestgehenden Eingriffe in die Verfassung des römischen Staates sowohl in der Republik als auch im Prinzipat dar.